# Чемпионат Европы по дзюдо 1994
Чемпионат Европы по дзюдо 1994 года проходил в Гданьске (Польша) 22 мая.

## Медалисты

### Мужчины
| Весовая категория           | Золото                        | Серебро                          | Бронза                                                  |
| --------------------------- | ----------------------------- | -------------------------------- | ------------------------------------------------------- |
| Наилегчайший вес (до 60 кг) | Джироламо Джовинаццо · Италия | Назим Гусейнов · Азербайджан     | Георгий Ревазишвили · Грузия Франк Шамбийи · Франция    |
| Полулёгкий вес (до 65 кг)   | Владимир Драчко · Россия      | Ярослав Левак · Польша           | Салим Абаноз · Турция Бенот Кампраг · Франция           |
| Лёгкий вес (до 71 кг)       | Сергей Космынин · Россия      | Патрик Россо · Франция           | Рене Спорледер · Германия Берталан Хайтош · Венгрия     |
| Полусредний вес (до 78 кг)  | Райан Берч · Великобритания   | Йохан Лаац · Бельгия             | Марк Хёйзинга · Нидерланды Патрик Райтер · Австрия      |
| Средний вес (до 86 кг)      | Олег Мальцев · Россия         | Винченцо Кабаретта · Франция     | Адриан Кройтору · Румыния Ивери Джикураули · Грузия     |
| Полутяжёлый вес (до 95 кг)  | Павел Настула · Польша        | Реймонд Стивенс · Великобритания | Майк Хакс · Германия Дмитрий Сергеев · Россия           |
| Тяжёлый вес (свыше 95 кг)   | Давид Дуйе · Франция          | Рафал Кубацкий · Польша          | Селим Татароглу · Турция Франк Мёллер · Германия        |
| Абсолютная категория        | Лоран Крост · Франция         | Харри ван Барневельд · Бельгия   | Евгений Печуров · Россия Александр Давиташвили · Грузия |

### Женщины
| Весовая категория        | Золото                          | Серебро                            | Бронза                                                     |
| ------------------------ | ------------------------------- | ---------------------------------- | ---------------------------------------------------------- |
| Наилегчайший вес — 48 кг | Йоланда Солер · Испания         | Сильвия Мелу · Франция             | Татьяна Кувшинова · Россия Жустина Пиньейру · Португалия   |
| Полулёгкий вес — 52 кг   | Ева Лариса Краузе · Польша      | Алессандра Джунджи · Италия        | Алекса фон Швихов · Германия Дебора Аллан · Великобритания |
| Лёгкий вес — 56 кг       | Джессика Гал · Нидерланды       | Никола Фейрбразер · Великобритания | Магали Батон · Франция Урсула Мюрен · Швеция               |
| Полусредний вес — 61 кг  | Гелла Вандекавейе · Бельгия     | Дайана Белл · Великобритания       | Мирослава Яношикова · Словакия Мириам Бласко · Испания     |
| Средний вес — 66 кг      | Роина Суэтман · Великобритания  | Аннелизе Англьбергер · Австрия     | Клаудия Звирс · Нидерланды Радка Штусакова · Чехия         |
| Полутяжёлый вес — 72 кг  | Улла Вербрук · Бельгия          | Эста Эссомб · Франция              | Кейт Хауи · Великобритания Кристина Курто · Испания        |
| Тяжёлый вес +72 кг       | Анжелика Серьез · Нидерланды    | Беата Максимов · Польша            | Светлана Гундаренко · Россия Ракель Барриентос · Испания   |
| Абсолютная категория     | Моника ван дер Лее · Нидерланды | Кристин Сико · Франция             | Беата Максимов · Польша Ирина Родина · Россия              |

## Командный зачёт
| Место | Страна         | Золото | Серебро | Бронза | Всего |
| ----- | -------------- | ------ | ------- | ------ | ----- |
| 1     | Россия         | 3      | 0       | 5      | 8     |
| 2     | Нидерланды     | 3      | 0       | 2      | 5     |
| 3     | Франция        | 2      | 5       | 3      | 10    |
| 4     | Великобритания | 2      | 3       | 2      | 7     |
| 5     | Польша         | 2      | 3       | 1      | 6     |
| 6     | Бельгия        | 2      | 2       | 0      | 4     |
| 7     | Италия         | 1      | 1       | 0      | 2     |
| 8     | Испания        | 1      | 0       | 3      | 4     |
| 9     | Германия       | 0      | 0       | 3      | 3     |
| 10    | Австрия        | 0      | 1       | 1      | 2     |
| 11    | Азербайджан    | 0      | 1       | 0      | 1     |
| 12    | Грузия         | 0      | 0       | 3      | 3     |
| 13=   | Венгрия        | 0      | 0       | 2      | 2     |
| 13=   | Турция         | 0      | 0       | 2      | 2     |
| 15=   | Чехия          | 0      | 0       | 1      | 1     |
| 15=   | Португалия     | 0      | 0       | 1      | 1     |
| 15=   | Румыния        | 0      | 0       | 1      | 1     |
| 15=   | Словакия       | 0      | 0       | 1      | 1     |
| 15=   | Швеция         | 0      | 0       | 1      | 1     |